# 1989年9月逝世人物列表
1989年逝世人物列表：1月 - 2月 - 3月 - 4月 - 5月 - 6月 - 7月 - 8月 - 9月 - 10月 - 11月 - 12月
1989年9月逝世人物列表，是用於匯總1989年9月期間逝世人物的列表。

## 依日期排序

### 1日
- 凱文·安德魯斯（Kevin Andrews），75歲，美國考古學家和作家，溺水身亡。[1]
- 鍾保羅，30歲，香港演員，自殺。
- 卡齐米日·德厄纳，41歲，波蘭國際足球運動員（波蘭華沙萊吉亞），車禍。[2]
- 巴特·吉亞馬蒂（Bart Giamatti），51歲，美國職業棒球大聯盟委員，心臟病發作。[3]
- 迪帕·馬，78歲，印度冥想老師。[4]
- 阿爾伯特·奧特勒（Albert Outler），80歲，美國衛理公會歷史學家和牧師，中風。[5]
- Shah Azizur Rahman，63歲，孟加拉國政治家，孟加拉國總理。[6]
- 萊斯利·朗西曼（Leslie Runciman），89歲，英國航運大亨。[7]
- Tadeusz Sendzimir，95歲，波蘭工程師和發明家，中風。[8]
- 葉夫根尼·維爾季斯托夫，55歲，蘇聯作家和編劇。

### 2日
- 克利夫頓·派克，84歲，英國作曲家。
- 布萊恩·羅賓遜（Brian Robinson），約27歲，北愛爾蘭忠誠激進分子（阿爾斯特志願軍），中槍。[9]

### 3日
- 約翰·奧古斯丁·柯林斯（John Augustine Collins），90歲，澳大利亞皇家海軍中將。[10]
- Augie Lio，71歲，美國 NFL 足球運動員。[11]
- Gaetano Scirea，36歲，義大利國際足球運動員（義大利尤文圖斯），車禍。[12]
- Rip Sewell，82歲，美國職業棒球大聯盟球員（匹茲堡海盜隊）。[13]
- Meena Shorey，67歲，巴基斯坦電影女演員 （Ek Thi Larki）。

### 4日
- 科林·克拉克（Colin Clark），83歲，英國和澳大利亞經濟學家和統計學家（國民生產總值）。[14]
- 澤農·克利什科（Zenon Kliszko），80歲，波蘭政治家。
- 卡爾-奧古斯特·馮·舍內貝克（Carl-August von Schoenebeck），91歲，德國空軍納粹德國將軍。
- 喬治·西默農（Georges Simenon），86歲，比利時作家（Jules Maigret），跌倒併發症。[15]
- 罗纳德·塞姆（Ronald Syme），86歲，紐西蘭——出生於英國古典主義者和歷史學家（《羅馬大革命》）。[16]

### 5日
- 菲力浦·巴克斯特（Philip Baxter），84歲，英國和澳大利亞化學工程師，澳大利亞原子能委員會主席。[17]
- 邁克爾·菲德勒，73歲，英國政治家，國會議員。[18]
- 威廉·曼，65歲，英國音樂評論家，手術併發症。[19]
- J. Barkley Rosser，81歲，美國邏輯學家（Church-Rosser 定理），動脈瘤。[20]

### 6日
- 埃德溫·亞瑟·伯特（Edwin Arthur Burtt），96歲，美國哲學家。[21]
- 穆罕默德·易卜拉欣（Muhammad Ibrahim），77歲，孟加拉國醫生。[22]
- 吉娜·馬內斯（Gina Manès），96歲，法國電影女演員。[23]
- 吉米·魯菲爾，89歲，英格蘭國際足球運動員（英格蘭西漢姆聯隊）。[24]

### 7日
- 湯姆·布萊克勒，49歲，美國帆船運動員，世界錦標賽金牌得主，心臟病發作。[25]
- 瓦列里·戈博羅夫，23歲，蘇聯籃球運動員，奧運會金牌得主，車禍。[26]
- 米哈伊爾·戈德斯坦（Mikhail Goldstein），71歲，德國作曲家和小提琴家。

### 8日
- Frederic L. Chapin，60歲，美國外交官，駐衣索比亞、瓜地馬拉和查德大使，癌症。[27]
- Keef Cowboy，28歲，美國說唱歌手，發明瞭“嘻哈”一詞，藥物過量。
- 安·喬治，86歲，英國女演員（《十字路口》），癌症。
- 保羅·阿爾弗雷德·魏斯（Paul Alfred Weiss），91歲，奧地利和美國生物學家。[28]

### 9日
- Elephter Andronikashvili，78歲，喬治亞物理學家。
- 张雪楼，85歲，英國記者，路透社總經理。[29]
- Radharani Devi，85歲，印度詩人。
- 奧列克西·費多羅夫，88歲，蘇聯陸軍上將。
- 喬塞特·弗蘭克（Josette Frank），96歲，美國兒童文學專家，肺炎。[30]
- 蒂姆·霍維，44歲，美國童星，感恩而死樂隊的道路經理，自殺。[31]
- John McShain，92歲，美國建築承包商，“建造華盛頓的人”，中風。[32]

### 10日
- 傑夫·斯托爾邁爾（Jeff Stollmeyer），68歲，特立尼達和多巴哥測試板球運動員和隊長（西印度群島）和參議員，因國內侵略者受傷。[33]

### 11日
- 露西·卡內基·弗格森（Lucy Carnegie Ferguson），89歲，美國保護主義者（坎伯蘭島）。[34]
- 保羅·江恩，77歲，美國政治活動家，肺炎。[35]

### 12日
- Kamal Irani，57歲，巴基斯坦電影演員，心臟病發作。
- 斯里蘭卡醫生、斯裡蘭卡國家製藥公司董事長 Gladys Jayawardene 被暗殺。[36]
- John D. Landers，69歲，美國陸軍航空隊軍官。[37]
- 安東·盧博夫斯基（Anton Lubowski），37歲，納米比亞反種族隔離活動家和宣導者，被暗殺。[38]
- Fishbait Miller，80歲，美國眾議院守門人，心臟病發作。[39]
- Sterjo Spasse，75歲，阿爾巴尼亞散文作家和小說家。
- 謝默斯·托梅（Seamus Twomey），69歲，愛爾蘭共和黨激進活動家，臨時IRA幕僚長。[40]
- 唐·沃克（Don Walker），81歲，美國百老匯管弦樂隊管弦樂家和作曲家。[41]

### 13日
- Acharya Aatreya，68歲，印度詩人、劇作家和編劇。
- 吉爾·安德里亞馬哈佐（Gilles Andriamahazo），70歲，馬達加斯加法國陸軍上將，馬達加斯加國家元首，心臟病發作。[42]
- Géza Frid，85歲，奧匈帝國人，出生於荷蘭的作曲家和鋼琴家。
- Sagarika Gomes，27歲，斯裡蘭卡新聞播音員，被綁架和謀殺。[43]
- Charles H. Russell，85歲，美國政治家，內華達州州長，心臟病發作。[44]
- 羅恩·懷特（Ron Whyte），47歲，美國劇作家。[45]
- John Yovicsin，70歲，美國 NFL 足球運動員（費城老鷹隊），心臟病。[46]

### 14日
- 約翰·布萊特，81歲，美國記者、編劇和政治活動家。[47]
- 蒂姆·布朗，51歲，美國花樣滑冰運動員，世界花樣滑冰錦標賽獎牌得主，愛滋病。[48]
- 馬文·米德爾馬克（Marvin Middlemark），69歲，美國兔耳電視天線的發明者。[49]
- 本傑明·皮里·帕爾（Benjamin Peary Pal），83歲，印度植物育種家和農藝師，印度農業研究所所長。[50]
- 72 歲的古巴樂隊領隊兼作曲家達馬索·佩雷斯·普拉多（Dámaso Pérez Prado）推廣了曼波，中風。[51]
- 海因茨·施密特（Heinz Schmidt），82歲，德國記者和編輯。
- Tika Lal Taploo，58歲，印度政治家，遇刺身亡。[52]
- 瓦倫蒂娜，90歲，烏克蘭出生的美國時裝設計師，患有帕金森病。[53]

### 15日
- Harry Cave，66歲，紐西蘭板球運動員和隊長（紐西蘭中區）。[54]
- William C. Eddy，87歲，美國海軍軍官、工程師和發明家。[55]
- Olga Erteszek，73歲，波蘭出生的美國內衣設計師和公司老闆，患有乳腺癌。[56]
- Jan DeGaetani，56歲，美國女中音，白血病。[57]
- 邁克爾·克林格，68歲，英國電影製片人和發行商。
- 罗伯特·佩恩·沃伦，84歲，美國詩人和小說家，前列腺癌。[58]
- 約翰·伯爾·威廉姆斯，88歲，美國經濟學家（內在價值）。[59]

### 16日
- 布魯諾·赫克（Bruno Heck），72歲，德國政治家（家庭事務和青年部長）。
- 伊琳娜·尼古拉耶芙娜·奧爾洛娃公主，71歲，俄羅斯王室成員。
- Georg Schewe，德國海軍陸戰隊的納粹德國軍官。[60]
- Allen Shields，62歲，美國數學家，（泛函分析），癌症。[61]
- 阿納托利·斯利夫科（Anatoly Slivko），50歲，蘇聯連環殺手，被處決。
- 史蒂文·斯泰納（Steven Stayner），24歲，美國綁架受害者，摩托車相撞。[62]
- 安東尼·特拉福德（Anthony Trafford），57歲，英國政治家，國會議員和上議院議員，肺癌。[63]

### 17日
- 休·昆西·亞歷山大，78歲，美國政治家，美國眾議院議員。[64]
- 萊昂·卡爾伯森（Leon Culberson），70歲，美國職業棒球大聯盟（波士頓紅襪隊）球員。[65]
- 理查·赫爾，82歲，英國陸軍陸軍元帥，總參謀長，癌症。[66]
- 萊昂內爾·馬拉梅德，64歲，美國 NBA 籃球運動員（印第安那波利斯噴氣機隊），心臟病發作。[67]
- Ion Dezideriu Sîrbu，70歲，羅馬尼亞哲學家、小說家和劇作家，患有食道癌。
- 傑伊·斯圖爾特（Jay Stewart），71歲，美國電視和廣播播音員（Let's Make a Deal），自殺。[68]
- 77歲的波多黎各詩人和作家薩爾瓦多·蒂奧（Salvador Tió）創造了“Spanglish”一詞。
- Don Vines，57歲，威爾士橄欖球聯盟和橄欖球聯盟足球運動員（英國韋克菲爾德三一）。

### 18日
- 亞歷山大·弗萊徹，60歲，蘇格蘭政治家，國會議員。[69]
- Maryat Lee，66歲，美國劇作家和戲劇導演，心臟病患者。[70]
- 彼得·菲普斯，80歲，紐西蘭皇家海軍中將，車禍。[71]
- Aleksandra Śląska，63歲，波蘭電影女演員。
- 傑克·史密斯，56歲，美國電影製片人和演員（《燃燒的生物》），愛滋病。[72]

### 19日
- Vera Barclay，95歲，英國童子軍先驅和作家。[73]
- 阿爾瑪·拉文森（Alma Lavenson），92歲，美國攝影師。[74]
- 菲力浦·塞耶，42歲，英國演員（Xtro），癌症。[75]
- 威利·斯蒂尔，66歲，美國跳遠運動員和奧運會金牌得主，癌症。[76]

### 20日
- 露絲·貝利，76歲，美國女演員。
- 陈伯达，85歲，中共記者和革命家。[77]
- 查理·布克（Charley Booker），64歲，美國藍調歌手和吉他手。[78]
- 里奇·金瑟（Richie Ginther），59歲，美國賽車手，心臟病發作。[79]
- 羅伊·詹森（Roy W. Johnson），97歲，美式橄欖球、籃球和棒球教練。[80]
- 大衛·洛克斯頓（David Loxton），46歲，加拿大出生的英美紀錄片製片人。[81]
- Tuti Indra Malaon，49歲，印尼女演員和舞蹈家，內出血。
- 詹姆斯·帕斯特，44歲，美國連環殺手，被處決。[82]

### 21日
- 比爾·巴倫（Bill Barron），62歲，美國爵士男高音和女高音薩克斯管演奏家。[83]
- Garrett H. Byrne，91歲，美國律師和政治家，馬薩諸塞州薩福克縣地方檢察官。
- Murry Dickson，73歲，美國職業棒球大聯盟（聖路易斯紅雀隊），肺氣腫。[84]
- Ertem Eğilmez，60歲，土耳其電影導演、製片人和編劇，癌症。[85]
- Corrado Gaipa，64歲，義大利演員和配音演員（《教父》）。
- 諾曼·莫利（Norman Morley），90歲，英國海軍預備役軍官。
- Gene Nobles，76歲，美國廣播唱片騎師（WLAC）。
- Rajani Thiranagama，35歲，斯裡蘭卡泰米爾人權活動家和女權主義者，被暗殺。

### 22日
- Ambrose Folorunsho Alli，60歲，奈及利亞本德爾州已解散的奈及利亞執行州長）。
- Irving Berlin，101歲，俄羅斯出生的美國詞曲作者（“Puttin' On the Ritz”、“White Christmas”），心臟病發作。[86]
- 鮑勃·卡利漢（Bob Calihan），71歲，美國NBL籃球運動員和教練（底特律老鷹隊）。[87]
- 約翰·亨特，80歲，美國政治家，美國眾議院議員。[88]
- Chunilal Madan，76歲，肯亞最高法院首席大法官。
- 前川春雄（Haruo Maekawa），78歲，日本商人，日本銀行行長。[89]
- Irving Naxon，87歲，美國發明家（慢燉鍋）。[90]

### 23日
- Austin R. Brunelli，82歲，美國海軍陸戰隊美國將軍。
- Abu Hena Mustafa Kamal，53歲，孟加拉國詞曲作者和詩人。
- 布蘭得利·金凱德（Bradley Kincaid），94歲，美國民謠歌手和電台藝人。[91]
- John T. Koehler，85歲，美國海軍司令，美國海軍助理部長，癌症。[92]
- William G. Rohrer，79歲，美國商人和政治家，新澤西州哈登鎮市長。[93]
- 威廉·特雷勒，58歲，美國電影、舞臺和電視演員，心臟病發作。

### 24日
- Åke Pleijel，76 歲，瑞典數學家（Minakshisundaram–Pleijel zeta 函數）。
- 厄爾·斯通（Earl E. Stone），93歲，美國海軍少將，武裝部隊安全局局長。[94]
- Shri Yogendra，91歲，印度瑜伽大師、作家和詩人。

### 25日
- Wally Floody，71歲，加拿大戰鬥機飛行員和戰俘（Great Escape）。[95]
- 達林頓·霍普斯（Darlington Hoopes），93歲，美國政治家和律師，賓夕法尼亞州眾議院議員。[96]
- 諾威爾·邁爾斯，86歲，英國考古學家，博德利圖書館員。[97]

### 26日
- 帕夫洛斯·巴科揚尼斯（Pavlos Bakoyannis），54歲，希臘政治家，遇刺身亡。[98]
- 吉米·德萊尼，75歲，蘇格蘭國際足球運動員（曼聯、塞爾特人、蘇格蘭）。[99]
- Kaj Franck，77歲，芬蘭設計師和應用藝術家。
- Leo Gottlieb，93歲，美國律師（Cleary Gottlieb Steen & Hamilton）。[100]
- Hemant Kumar，69歲，印度音樂總監和播放歌手，心臟病發作。[101]
- 小威廉·波斯特，88歲，美國演員，肺病。[102]

### 27日
- Sergie Sovoroff，88歲，美國阿留申教育領袖。

### 28日
- 何塞·阿裡巴斯，68歲，西班牙職業足球運動員和經理（勒芒）。[103]
- 费迪南德·马科斯（Ferdinand Marcos），72歲，菲律賓獨裁者、政治家和政治家，菲律賓總統，心臟驟停。[104]
- 埃文·麥卡斯基（Evan McCaskey），24歲，美國吉他手（出埃及記、盲幻覺），自殺。
- 邁克爾·斯凱里（Michael F. Skerry），80歲，美國政治家，馬薩諸塞州眾議院議長。[105]

### 29日
- Gussie Busch，90歲，美國釀酒大亨（Anheuser-Busch），聖路易斯紅雀隊的老闆，肺炎。[106]
- 馬克·迪格南，80歲，英國演員。
- 亞諾斯·法卡斯，47歲，匈牙利足球運動員（匈牙利瓦薩斯）和奧運會金牌得主，心臟病發作。[107]
- 傑弗里·薩姆納（Geoffrey Sumner），80歲，英國演員。
- Jean-Louis Tixier-Vignancour，81歲，法國律師和極右翼政治家，國會議員。
- 喬治·烏爾默（Georges Ulmer），70歲，丹麥出生的法國作曲家和演員。[108]
- 貢納爾·維克倫德（Gunnar Wiklund），54歲，瑞典歌手。

### 30日
- 霍勒斯·亞歷山大（Horace Alexander），100歲，英國貴格會教師、作家和鳥類學家。[109]
- 奧斯卡·大衛喬（Oskar Davičo），80歲，南斯拉夫小說家和詩人。
- Manju Dey，63歲，印度女演員兼導演（Carey Saheber Munshi）。
- William M. Fairbank，72歲，美國物理學家（低溫物理學），心臟病發作。[110]
- Derelys Perdue，87歲，美國無聲電影女演員和舞蹈家。
- 黄晋发，76歲，越南建築師和政治家，越南共和國總理。[111]
- 维吉尔·汤姆森（Virgil Thomson），92歲，美國作曲家。[112]
- 約翰·T·沃克（John T. Walker），64歲，美國羅馬天主教領袖，華盛頓主教，心力衰竭。[113]

### 未知日期
- 維托里奧·斯卡帕蒂（Vittorio Scarpati），35-36歲，義大利和美國藝術家和漫畫家，愛滋病。